# Italiens håndboldlandshold (herrer)
Italiens håndboldlandshold er det italienske landshold i håndbold for herrer, styret af det italienske håndboldforbund .
Landsholdet deltog i VM i 1997, og året efter arrangerede landet EM (begge gange trænet af Lino Červar). Holdet blev nummer 18 ved VM 1997 og elleve ved EM 1998. Holdet har ikke deltaget i OL.

## Resultater

### VM i håndbold
- 1997 - 18. plads
- , ,  2025:16. plads

### EM i håndbold
- 1998 - 11. plads